# 黄桥乡
黄桥乡是中华人民共和国河南省周口市西华县下辖的一个乡。

## 行政区划
黄桥乡下辖以下村级行政区划单位：
黄桥村、孙堤村、肖横村、东湖村、西湖村、孙庄村、三所楼村、枣口村、裴桥村、双庙刘村、驻庄村、裴庄村、胡家堂村、前石羊村、后石羊村、西斧柯村和东斧柯村。